# Vuoksi
Vuoksi (rusko Вуокса, zgodovinsko: Uzerva; karelsko Vuokša; finsko Vuoksi; švedsko Vuoksen) je reka, ki teče skozi najsevernejši del Karelijske ožine od jezera Saimaa na jugovzhodu Finske do Ladoškega jezera v severozahodni Rusiji. Reka vstopa v Ladoško jezero v treh krakih, starejšem glavnem severnem kraku pri Priozersku (Käkisalmi), manjšem kraku nekaj kilometrov severno in novem južnem kraku, ki vstopa 50 kilometrov bolj jugovzhodno kot reka Burnaja (finsko Taipaleenjoki), ki je postal glavni tok v smislu odvajanja vode. Od leta 1857 stari severni pritoki odvajajo samo spodnji tok porečja Vuoksi in se ne napajajo iz jezera Saimaa. Severni in južni krak dejansko pripadata dvema ločenima rečnima sistemoma, ki se v sušnih obdobjih včasih ločita drug od drugega.
Padect med jezeroma Saimaa in Ladoškim jezerom je 69 metrov. Celoten tok reke je 162 kilometrov prek kraka Priozersk ali 150 kilometrov preko kraka Taipale (Burnaya). Ima povodje 68.700 kvadratnih kilometrov. Večino svoje dolžine se reka razširi v vrsto jezer, ki jih povezujejo krajše rečne povezave. Eno od teh jezer, Uusijärvi blizu Priozerska, so Sovjeti preimenovali v Ozero Vuoksa ('Jezero Vuoksa').
Vuoksi povezuje Ladoško jezero z osrednjo Finsko in je bila nekoč pomembna trgovska in komunikacijska pot. Zahodna veja, ki je izginila zaradi nenehnega dvigovanja kopnega, je bila alternativna pot za Karele, da so prišli do Finskega zaliva, ko so reko Nevo blokirali sovražniki. Zdaj kanal Saimaa obide Vuoksi in vstopi v Finski zaliv v zalivu Viborg blizu srednjeveškega mesta Viborg.
Med zimsko in nadaljevalno vojno je bila reka Vuoksi glavna finska obrambna črta pred sovjetskim napredovanjem. Mannerheimova linija in linija VKT sta bili nameščeni vzdolž severne obale njegovega južnega rokava.
Od industrijske revolucije je energija, pridobljena iz brzic Vuoksi, v poznem 19. stoletju spremenila regijo Vuoksi v industrijsko središče Finske. Od zimske vojne (1940) je Karelijska ožina pripadala Rusiji in le 13 kilometrov dolžine reke je ostalo na Finskem. Glavni elektrarni Tainionkoski in Imatra sta na finski strani v mestu Imatra.
Okolica reke, vključno s trdnjavo Korela (prej: Käkisalmi), je priljubljeno letovišče za prebivalce Sankt Peterburga.
Reka je znana po svojih brzicah, na primer Imatrankoski v Imatri in brzica v vasi Losevo (Kiviniemi). Hiter tok Vuoksi in Suvanto/jezera Suhodolskoye pri Losevu je priljubljeno območje za tekmovanja v kajaku, kanuju in katamaranu.
V Rusiji se trenutno razpravlja o projektu, da bi uničili brzice pri Losevu in spremenili reko Burnaja, jezero Suhodolskoje in nižje dele reke Vuoksi v plovni kanal, ki bi povezal Ladoško jezero s Finskim zalivom in omogočil naftnim tankerjem, da obvozijo reko Nevo in mesto Sankt Peterburg.

## Geološka zgodovina
Okoli 5000 pred našim štetjem so vode jezera Saimaa prodrle v Salpausselkä in oblikovale reko, ki se je v njenem severozahodnem kotu izlivala v Ladoško jezero in dvignila gladino slednjega za 1 do 2 metra. Ladoško jezero je prestopilo, poplavilo nižinska jezera in Vuoksi ter se povezalo z Baltskim morjem pri Heinjokiju, vzhodno od današnjega Viborga. Gladina Ladoge se je postopoma znižala in reka Neva, ki je nastala okoli 3100–2400 pred našim štetjem, je odtekla svoje vode v Finski zaliv; toda Vuoksi je še vedno imela pomembno neposredno povezavo do zaliva Viborg, verjetno šele v 16. ali 17. stoletju našega štetja. Povezava je izginila zaradi nenehnega dvigovanja terena po umiku ledu.
Leta 1818 je bil izkopan kanal za odvajanje spomladanske poplavne vode iz jezera Suvanto (zdaj jezero Suhodolskoye, 40 kilometrov dolgo ozko jezero v vzhodnem delu Karelijske ožine) v Ladoško jezero; kanal je nepričakovano erodiral in se spremenil v Taipaleenjoki (zdaj reka Burnaja). Taipaleenjoki je začela izsuševati Suvanto in znižala njegovo gladino za 7 metrov. Prvotno je jezero Suvanto teklo v Vuoksi skozi vodno pot pri Kiviniemi (zdaj Losevo), vendar se je zaradi spremembe vodna pot izsušila. Leta 1857 so tam izkopali kanal, vendar je potok obrnil smer, ustvaril brzice in onemogočil plovbo pri Kiviniemiju. Od leta 1857 sta Suvanto in Taipaleenjoki sestavljala južno vejo reke Vuoksi, ki je znižala gladino prvotne severne veje, ki se izliva v Ladoško jezero pri Kexholmu (zdaj Priozersk) za 4 metre  in je postala glavni tok.